# Lou! (Film)
Lou! ist eine Komödie aus dem Jahr 2014, die auf dem gleichnamigen Comic basiert.

## Handlung
Die Geschichte dreht sich um Lou, ein quirliges 12-jähriges Mädchen, das mit ihrer alleinerziehenden Mutter in einer gemütlichen Pariser Wohnung lebt. Lou ist kreativ, fantasievoll und verbringt ihre Tage mit Videospielen, Nähen und dem Schwärmen für ihren schüchternen Nachbarsjungen Tristan, in den sie heimlich verliebt ist. Obwohl sie mutig und aufgeweckt ist, traut sie sich nicht, ihm ihre Gefühle zu gestehen.
Lous Mutter ist ein wenig exzentrisch und versucht, ihren eigenen Platz im Leben zu finden, während sie an einem Science-Fiction-Roman arbeitet. Sie verbringt viel Zeit damit, Pizza zu bestellen und Videospiele zu spielen, was sie und Lou zu einem lustigen und eingespielten Team macht.
Das Leben der beiden wird jedoch auf den Kopf gestellt, als Richard, eine alte Flamme der Mutter, wieder in ihr Leben tritt. Gleichzeitig bringt Lous lebhafte Freundin Mina Chaos in die Nachbarschaft, und die unvorhersehbaren Entwicklungen führen zu witzigen und herzerwärmenden Momenten.
Am Ende lernt Lou, dass das Leben – genau wie die erste Liebe – nicht immer perfekt läuft, aber die Nähe zu den Menschen, die man liebt, alles besser macht.

## Produktion und Veröffentlichung
Der Film wurde von Studiocanal produziert. Regie führte Julien Neel. Die Drehbücher schrieben Julien Neel
und Marc Syrigas. Die Produzenten waren Bruno Levy, Harold Valentin und Aurélien Larger. Die Musik komponierte Julien Di Caro und für die Kameraführung war Pierre Milon verantwortlich. Für den Schnitt verantwortlich war Yannick Kergoat. Der Film kam am 24. August 2014 raus. Am 30. Juli 2015 erschien der Film in einer mit der Altersfreigabe „ohne Altersbeschränkung“ in Deutschland.

## Synchronisation
| Figur     | Schauspieler        | Deutscher Synchronsprecher |
| --------- | ------------------- | -------------------------- |
| Lou       | Lola Lasseron       | Lana Finn Marti            |
| Mutter    | Ludivine Sagnier    | Maximiliane Häcke          |
| Richard   | Kyan Khojandi       | Tim Knauer                 |
| Jeanne    | Nathalie Baye       | Kerstin Sanders-Dornseif   |
| Gino      | Winston Ong         | Gerald Schaale             |
| Henry     | François Rollin     | Michael Pan                |
| Jean-Jean | Virgile Hurard      | Gerome Quantmeyer          |
| Jocelyne  | Anne Agbadou-Masson | Katrin Zimmermann          |

## Rezeption
- Lexikon des internationalen Films: „Die auf dem eigenen Comic beruhende Adaption des franko-belgischen Zeichners Julien Neel erschöpft sich in der detailverliebten Kreation einer überästhetischen Parallelwelt. Als Alltagsbeschreibung eines Teenagers misslingt der Film, da er kein Gefühl für seine Figuren entwickelt und weder rhythmisch noch narrativ zu einer halbwegs überzeugenden Linie findet.“[5]